# Lúcio Mânlio Acidino Fulviano
Lúcio Mânlio Acidino Fulviano (em latim: Lucius Manlius Acidinus Fulvianus) foi um político da gente Mânlia da República Romana eleito cônsul em 179 a.C. com Quinto Fúlvio Flaco. Era filho de Quinto Fúlvio Flaco, cônsul por quatro vezes e conquistador de Cápua, e foi adotado por Lúcio Mânlio Acidino. Como filho adotivo na gente Mânlio, transformou seu velho nome de Fúlvio para Fulviano. Era irmão de Quinto Fúlvio Flaco, com quem foi cônsul.

## Primeiros anos
Foi pretor em 188 a.C. e, como propretor, foi enviado à Hispânia com três mil homens para reforçar as tropas na região, onde passou os dois anos seguintes lutando com sucesso contra os celtiberos, o que lhe valeu uma ovação quando voltou.
Em 183 a.C., foi um dos três embaixadores encarregados de acompanhar até a Gália Narbonense um grupo de gauleses transalpinos que haviam se estabelecido na planície de Friul em 186 a.C. e tentaram fundar uma cidade no território da moderna Aquileia.
Foi um dos triúnviro coloniis deducendis encarregados, em 181 a.C., de fundar uma colônia romana em Aquileia juntamente com Cipião Násica e Caio Flamínio.

## Consulado (179 a.C.)
Foi eleito cônsul em 179 a.C. com Quinto Fúlvio Flaco, de quem era irmão adotivo. Nesta eleição, Cipião Malugilense o qualificou como um "homem honesto e cidadão excelente" (em latim: virum bonum, egregiumque civem). Esta foi a única vez na história de Roma que dois irmãos foram cônsules simultaneamente. Os dois lutaram na Ligúria e conseguiram um triunfo.